# Ibi-Pyramide
Die Ibi-Pyramide in Sakkara ist das Grabmal des altägyptischen Königs (Pharao) Qakare Ibi aus der 8. Dynastie. Sie liegt im Süden der Nekropole nahe der Pepi-II.-Pyramide und der Mastabat al-Firʿaun des Schepseskaf. Die Ibi-Pyramide ist das letzte bekannte Pharaonengrab, in dem die sogenannten Pyramidentexte angebracht wurden. Es ist unklar, ob das stark zerstörte Grabmal wirklich von Ibi selbst gebaut oder nur wiederbenutzt wurde. Die große Ähnlichkeit zu den Königinnenpyramiden Pepis II. lässt die Vermutung zu, dass hier ursprünglich eine Gemahlin dieses Königs begraben war, vielleicht Anchenespepi IV.
Die Pyramide wurde bereits Mitte des 19. Jahrhunderts durch Karl Richard Lepsius erstmals verzeichnet, aber erst Anfang der 1930er Jahre durch Gustave Jéquier genauer erforscht.

## Die Pyramide

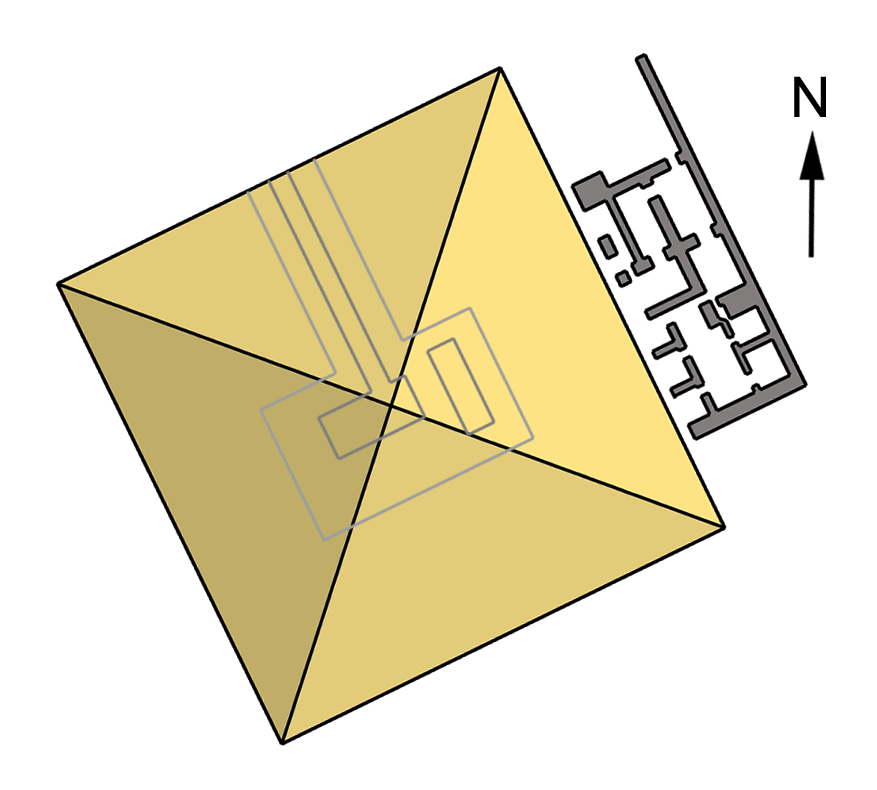
Grundriss der Ibi-Pyramide

Die Pyramide ist nicht wie sonst üblich nach den Himmelsrichtungen orientiert, sondern weicht recht stark nach Nordwesten ab. Ihre Seitenlänge beträgt etwa 31,5 Meter (60 Ellen) und entspricht damit den Maßen der Königinnenpyramiden Pepis II. Durch Steinraub ist das Bauwerk stark zerstört und hat heute nur noch eine Höhe von drei Metern. Als Baumaterial für den Pyramidenkern wurden kleine Kalkstein-Blöcke von lokaler Herkunft verwendet. Diese sind zu zwei Gürteln geordnet, die sich um das in ihnen befindliche Kammersystem legen. Auf einigen Blöcken fanden sich mit roter Farbe aufgetragene Inschriften mit dem Titel „Häuptling der Libyer“. Der Sinn dieser Inschriften ist allerdings unklar. Für die äußere Verkleidung war bereits ein vollständiges Fundament angelegt worden, die eigentliche Verkleidung scheint jedoch nie angebracht worden zu sein.

## Die Substruktur
An der Nordseite führt ein kalksteinverkleideter Gang mit einer Neigung von 25° etwa acht Meter weit und endet dann vor einer aus Granit bestehenden Fallsteinvorrichtung. Hinter dieser befindet sich die Grabkammer. Sie besitzt eine flache Decke, die mit Sternen verziert ist. An der Westseite der Kammer befindet sich ein gewaltiger Granitblock, auf dem einst der Sarkophag ruhte. Über diesem Block erkennt man Reste einer Scheintür. Östlich der Grabkammer befindet sich ein Serdab. Sowohl der Gang als auch die Grabkammer sind mit Pyramidentexten verziert. Sie scheinen direkt durch Ibi angebracht und nicht erst nachträglich auf ihn umgeschrieben worden zu sein. Die Anbringung der einzelnen Sprüche erscheint relativ wahllos.

## Der Pyramidenkomplex
Von Ibis Pyramidenkomplex wurde lediglich der Totentempel identifiziert, der an der Ostseite der Pyramide liegt und nur aus Ziegeln errichtet wurde. Sein Eingang liegt im Norden. Unmittelbar an der Pyramidenwand befindet sich ein Opferraum, der die Fundamente einer Stele oder Scheintür sowie ein steinernes Becken enthält. Ein Tablett aus Alabaster und ein Mörser aus Obsidian wurden hier gefunden. Den Südteil des Tempels nehmen Magazinräume ein.